# Ira Ono
Ira Ono ist eine Quelle im osttimoresischen Suco Com (Gemeinde Lautém). Sie liegt am östlichen Ortsrand des Dorfes Ira’ono. Sie entspringt einem Loch eines Kalksteins. Unterhalb befindet sich ein kleines aufgestautes Becken. In ihm leben Guppys (Poecilia reticulata).